# Jean-Paul Pfertzel
Jean-Paul Pfertzel, né le 27 novembre 1950 à Kingersheim dans le Haut-Rhin était un footballeur français. Il est le père de Marc Pfertzel. 
Il joue pour le FC Sochaux-Montbéliard, le SR Saint-Dié, La Sportive Thionvilloise et le FC Mulhouse. Il devint ensuite entraîneur-joueur à l'EDS Montluçon.

## Biographie
Ce défenseur dispute 101 matchs en Division 1 et près de 200 matchs en Division 2.

## Carrière
- 1969-1971 :  FC Mulhouse 1893
- 1971-1973 :  ASCA Wittelsheim
- 1973-1977 :  FC Sochaux-Montbéliard
- 1977-1980 :  SR Saint-Dié
- 1980-1981 :  La Sportive Thionvilloise
- 1981-1983 :  FC Mulhouse 1893
- 1983-1988 :  EDS Montluçon[1]

## Entraîneur
- 1983-1991 :  EDS Montluçon
- ? :  FC Sochaux-Montbéliard
- ? :  ES Troyes AC
- Mars-juin 2003 :  FC Mulhouse 2000
- 2005-janvier 2008 :  US Thann[2]